# يسترداي (فلم 2004)
يسترداي (بالإنجليزية: Yesterday) هو فيلم جنوب أفريقي صدر سنة 2004، وهُو من تأليف وإخراج داريل رودت. رُشح الفيلم للتنافس على جائزة أفضل فيلم بلغة أجنبية في حفل توزيع جوائز الأوسكار السابع والسبعون. فيما فاز الفيلم بجوائز أفضل ماكياج وأفضل صوت وأفضل مونتاج في أول نُسخة من حفل توزيع جوائز أكاديمية الأفلام الأفريقية سنة 2005. يحكي الفيلم قصة أم شابة تُدعى يسترداي (ليليتي كومالو) تكتشف إصابتها بالإيدز. يرفُضها زوجها، وهو عامل مناجم مهاجر، رغم أنه كان الشخص الذي نقل لها عدوى الفيروس. أصبح طُموح يسترداي هُو أن تعيش بما يكفي لترى ابنتها الجميلة تذهب إلى المدرسة. هذا الفيلم هو أول إنتاج تجاري طويل يصدر باللغة الزولوية.

## طاقم التمثيل
- كينيث خامبولا بدور جون كومالو زوج يسترداي.
- ليليتي خومالو في دور يسترداي.
- هارييت لينابي في دور مُدرس.
- ليل مفيليز في دور بيوثي.
- كاميلا ووكر في دور طبيبة.

## الإستقبال النقدي
حصل الفيلم على تقييم 94% على موقع الطماطم الفاسدة.

## الجوائز والترشيحات
- «أفضل فيلم» في مهرجان بيون السينمائي الدولي الثالث في الهند.
- «جائزة فيلم حقوق الإنسان الافتتاحية» في مهرجان البندقية السينمائي 2004.
- جوائز «أفضل صوت» و «أفضل مكياج» و «أفضل مونتاج» في حفل توزيع جوائز أكاديمية الفيلم الأفريقي لعام 2005.[2]
- رُشح الفيلم لجائزة أفضل فيلم بلغة أجنبية في حفل توزيع جوائز الأوسكار السابع والسبعين.[3]
- رُشح الفيلم لنيل جائزة أفضل فيلم تلفزيوني في حفل توزيع جوائز الإيمي برايم تايم لعام 2006
- فاز الفيلم بجائزة بيبودي عام 2005.[4]